# Sérgio Naya
Sérgio Augusto Naya (Laranjal, 14 de abril de 1942 — Ilhéus, 20 de fevereiro de 2009) foi um empresário, engenheiro e ex-político brasileiro, tendo sido deputado federal pelo estado de Minas Gerais, filiado ao Partido Progressista (PP). Tornou-se nacionalmente conhecido em função do Caso Palace II.

## Início da carreira
Terceiro entre nove filhos de uma família de classe média, formou-se engenheiro no final dos anos 1960 em Juiz de Fora e mudou-se para Brasília, onde muitos empresários da construção civil faziam fortunas. Ainda funcionário de construtora na capital federal, aproximou-se do poder pelas mãos do general Golbery do Couto e Silva, que costumava repetir: "Esse menino tem instinto para ganhar dinheiro". No final dos anos 1970, já sócio da construtora Sersan, o governo militar lhe delegou a construção do polêmico "Bolo de Noiva", que levou nove anos para ser concluído. No governo João Figueiredo, associou-se ao empresário Paulo Octávio, à época genro do ministro da Marinha Maximiano da Fonseca, para a construção do hotel St. Paul, onde a Marinha adquiriu 40 dos 272 apartamentos.

## Carreira política
Em 1986, tentou uma vaga para a assembleia constituinte pelo PMDB de Minas Gerais, mas obteve apenas a suplência, vindo a assumir a vaga no ano seguinte, devido à cassação de um deputado por excesso de faltas. Seus negócios então prosperaram ainda mais. Em 1989, enquanto seu amigo Leopoldo Bessone, também deputado pelo PMDB mineiro, era ministro da Reforma e Desenvolvimento Agrário, vendeu a esse ministério um prédio de 21 andares, 7 dos quais interditados pelo Corpo de Bombeiros. A compra foi desfeita, mas as parcelas já pagas ainda não haviam sido recuperadas quase 10 anos depois.
Em 1990, concorreu novamente a deputado federal, sendo o mais votado de Minas Gerais. Sua campanha ficou marcada pelo fato dele chegar de helicóptero a pequenos municípios, onde distribuía máquinas de costura e doava transmissores para rádio comunitárias. Nessa época entrou no ramo de comunicações, chegando a possuir cinco autorizações para retransmitir em Minas Gerais a TV Educativa do Rio de Janeiro (onde em pelo menos uma delas veiculou publicidade, o que é ilegal), além de nove rádios AM e FM.
Obteve um terceiro mandato, desta vez pelo PP, o qual não cumpriu até o final, devido á cassação.

## Caso Palace II
Tornou-se nacionalmente conhecido depois do desabamento do edifício Palace II, no Rio de Janeiro, em 22 de fevereiro de 1998, que provocou a morte de oito pessoas, além de deixar 150 famílias desabrigadas. A construção havia sido interditada pela defesa civil em 1996, quando a obra já estava atrasada, devido à morte de um operário que caíra no fosso de elevador, que apresentara defeito. Inicialmente, Naya tentou culpar os moradores pelo excesso de carga que teria causado o desabamento. A Construtora Sersan, empresa em que Naya era o principal acionista, porém não era o engenheiro responsável, construiu o edifício e foi acusada pelo Ministério Público de negligência por supostamente ter usado material de baixa qualidade na construção do prédio. A empresa já havia sido processada quatro vezes antes do desabamento pela má construção, que impediu a obra de receber o habite-se. Segundo Naya: "se areia de praia desse concreto, mesmo de baixa qualidade, não haveria mais praias no Rio de Janeiro, pois não dá liga para o concreto".

### Desdobramentos do caso
Depois do incidente com o Palace, Naya foi para os Estados Unidos, mas conseguiu ser localizado algum tempo depois em Miami. Chegou a ficar preso por 137 dias, em duas passagens pela prisão (26 dias na Polinter, no Rio, em 1999, após ser preso em Brasília, pelas denúncias de ser o responsável pelo desabamento e em 2004, em Porto Alegre, por mais quatro meses, quando tentava fugir para Montevidéu), mas em 2005 foi absolvido por cinco votos a zero do processo criminal que o acusava de causar o desabamento. Ficou comprovado que ele não era o engenheiro responsável pela obra, tendo erro de cálculo do projetista. Quanto ao uso de materiais de baixa qualidade, o laudo não foi convincente o suficiente para a condenação. A anulação da condenação ocorreu porque os promotores, ao apelarem da sentença, desrespeitaram o Código Penal, alterando a classificação do crime de doloso (cabível se o prédio tivesse sido construído com o objetivo de cair) para culposo (o crime ocorreu devido à negligência, desatenção ou descaso).
A construtora Sersan havia se comprometido a pagar indenizações às famílias em até 6 meses, o que não ocorreu. Acionado judicialmente, as contas bancárias de Naya foram bloqueadas. Foi condenado a pagar indenizações que variavam de 200 mil a 1,5 milhões de reais a aproximadamente 120 famílias. Para pagá-las, teve seus bens leiloados, mas as execuções judiciais não haviam terminado até o seu falecimento. Sobre a tragédia, Naya declarou que o desabamento foi uma fatalidade e que a associação das vítimas criou uma indústria de danos morais.
Em 2008, Naya foi denunciado por fraude à execução por ocasião da venda de um terreno avaliado em 20 milhões de reais de propriedade da LPS Participações e Empreendimentos, na qual em 2007 a Construtora Sersan era sócia majoritária. Dois dias antes da venda, a Sersan foi substituída por outra empresa, impedindo que o dinheiro da venda fosse usado para satisfazer as execuções judiciais em andamento contra a construtora.

## Cassação
Logo após o desabamento, o Jornal Nacional da Rede Globo divulgou vídeo de reunião política em Três Pontas, interior de Minas Gerais, onde o deputado confessa vários crimes, dentre os quais a falsificação da assinatura do então governador, Eduardo Azeredo. Aberto o processo de cassação em março de 1998, a Comissão de Constituição e Justiça da Câmara dos Deputados aprovou a cassação no dia 31 do mesmo mês, sendo enfim cassado em plenário em 15 de abril de 1998, por falta de decoro parlamentar, com o placar de 277 votos favoráveis à cassação e 163 contra.

## Patrimônio e amizades
À época da tragédia do Palace II, estimava-se que Naya possuía milhares de imóveis no Brasil, Estados Unidos e Espanha, uma dezena de carros de luxo, três jatinhos, empresas de mineração e de turismo, além de seus negócios no ramo de meios de comunicação. Vivia numa cobertura cinematográfica de mil metros quadrados, além de ceder imóveis para que cerca de 40 amigos e políticos vivessem gratuitamente. Costumava presentear parlamentares com relógios caros, esteiras de ginástica e até dinheiro para a campanha. Conforme dizia o ex-governador de Minas Gerais Newton Cardoso, "Não sei nada nem a favor nem contra ele. Sei apenas que ele tem boas amizades no Congresso."

## Estilo de vida
Quando tornou-se conhecido nacionalmente, aos 55 anos, continuava solteiro, mas sempre visto ao lado de belas mulheres. Considerado um workaholic, dormia 5 horas por dia, estava sempre cercado de seguranças e tinha fama de truculento, chegando a agredir o então deputado federal Agostinho Valente, que o acusara de envolvimento com o narcotráfico.
Outro acontecimento bastante repercutido envolvendo Sérgio Naya foi um vídeo exibido num programa de televisão em que ele diz não querer tomar champagne numa taça de plástico, alegando que seria "coisa de pobre", já que estava em um lugar muito caro e a bebida era sofisticada para se beber em taças de plástico. Isso aconteceu quando ele se encontrava em Miami, durante o Natal. Em protesto, ex-moradores do Palace II que moravam em residências provisórias se reuniram para comemorar o Ano-Novo com taças de plástico.
Nos últimos anos de vida, tinha como renda a pensão de deputado federal. Planejava, contudo, construir um centro de convivência de idosos e um shopping center em Ilhéus, onde tinha boas relações com o prefeito. Frequentava regularmente a missa na cidade e tinha intenções de fixar residência ali. Hipocondríaco, teve três AVCs e sofria de gota.
Naya morreu em 20 de fevereiro de 2009 devido a um infarto agudo do miocárdio.